# Роберт Бракман
Роберт Бракман (англ. Robert Brackman; 25 вересня 1898 — 16 липня 1980) — американський художник та вчитель українського походження, найбільш відомий своїми натюрмортами, портретами та зображеннями фігур людини.

## Біографія
Народився в Одеській області. Імігрував з Російської імперії в 1908 році.
Бракман навчався в Національній академії дизайну з 1919 по 1921 рік, а також у школі Феррера в Сан-Франциско. 1931 року почалася його довга кар'єра вчителя в Лізі студентів-художників Нью-Йорку, у якій він мав статус довічного члена. Бракман також викладав в Американській школі мистецтв у Нью-Йорку, школі Бруклінського музею, Лаймській художній академії, а також у школі мистецтв Медісон у Коннектикуті. У 1932 році був обраний асоціативним членом Національної академії дизайну, а в 1940 році став повноправним її членом.
Бракман намалював портрети Джона Девісона Рокфеллера-молодшого, Еббі Рокфеллер, Чарльза Ліндберга, Джона Фостера Даллеса. Також намалював портрет актриси Дженніфер Джонс, який використали як реквізит у фільмі 1948 року «Портрет Джинні». У фільмі він репрезентував портрет, написаний персонажем Ебен Адамс.
Американська художниця Єлен Гамільтон була ученицею Бракмана, так само як і Іцхак Гольц.
Бракман був одружений з Рошель Пост, однак шлюб не був тривалим. У другому шлюбі в нього народилося двоє доньок.